# Teatro romano de Soissons
El teatro romano de Soissons es un monumento de espectáculos construido en la segunda mitad del siglo I en Augusta Suessionum, ciudad principal de la civitas de los suesiones y que posteriormente se convirtió en Soissons.
Desmantelado progresivamente a partir del siglo III, en la actualidad sólo es visible como una anomalía de relieve en el recinto de un instituto de enseñanza secundaria. Es un monumento protegido desde 1875.

## Localización

[https://www.openstreetmap.org/relation/74004#map=16/49.3777/3.3224 OpenStreetMap Localización del teatro.

El teatro está situado al sur de la ciudad antigua, apoyado en el relieve de la colina de Saint-Joan. Se desarrolla no muy lejos de una antigua vía que podía conectar Soissons con Durocortorum (Reims). En la ciudad moderna de Soissons, el teatro está enterrado en el patio y el parque del Liceo Saint-Rémy, su muro escénico es aproximadamente perpendicular a la calle del teatro romano.
En la ciudad moderna de Soissons, el teatro está enterrado en el patio y el parque del Liceo Saint-Rémy, su muro escénico es aproximadamente perpendicular a la calle del Teatro romano. 

## Descripción

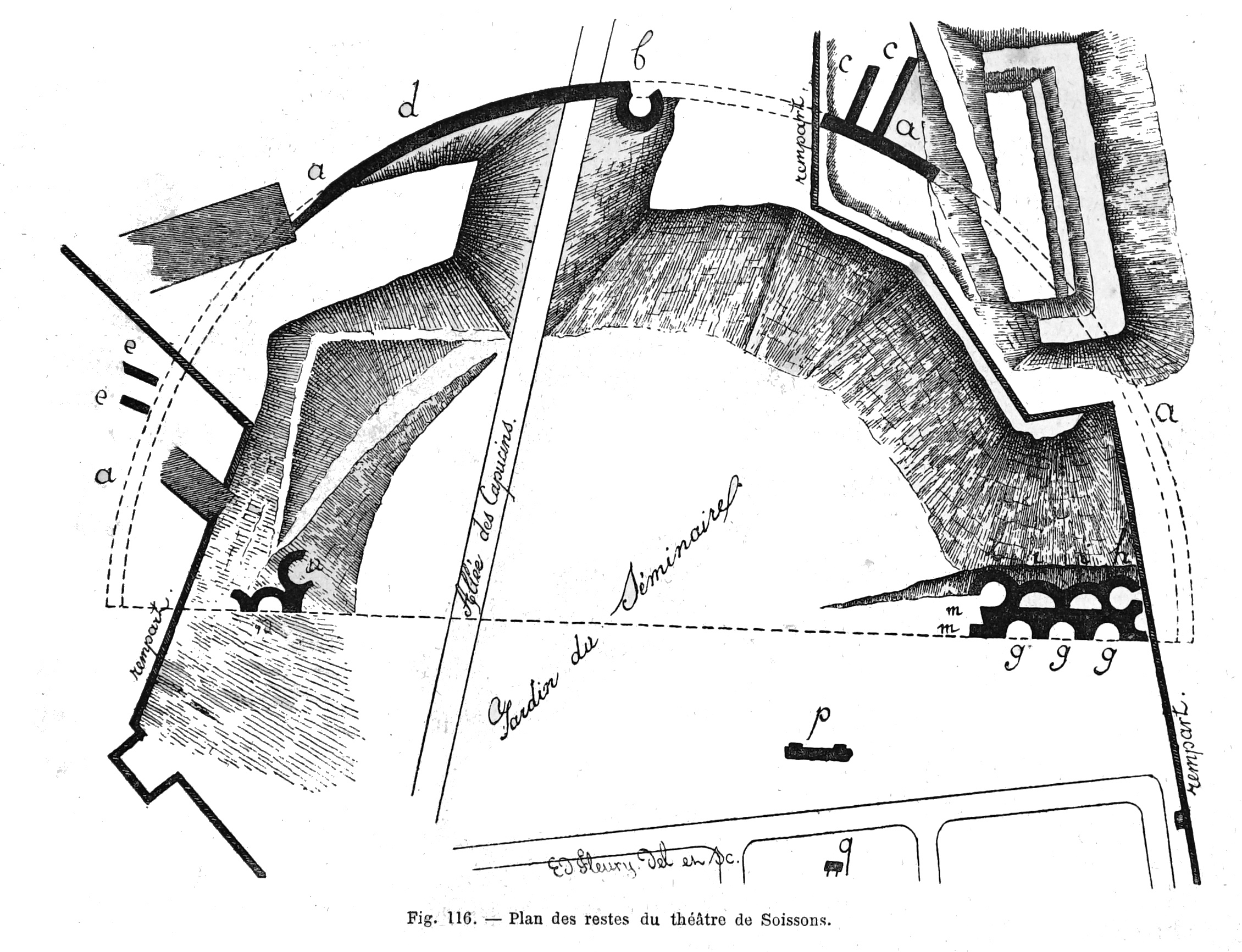
Estudio de los restos por Edouard Fleury.

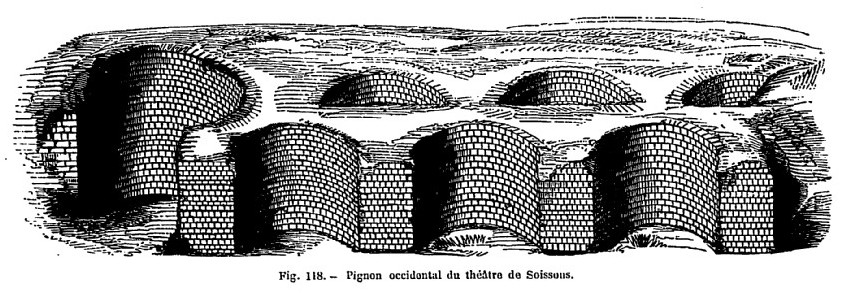
Dibujo de los contrafuertes de la fachada.

El diámetro de la cávea es de 144 m, es decir, 4 m menos que el teatro romano de Autun, el mayor teatro de Francia según el estado de los conocimiento; su altura se estima en 12 m. Todos los muros están revestidos de piedra de pequeño tamaño. Una serie de contrafuertes semicirculares en los dos extremos de la fachada ayudan a contener el empuje de las estructuras del teatro. Todo el equipamiento escénico ha desaparecido, pero las estructuras atribuibles al pulpitum permiten proponer un escenario de la misma anchura que la cávea, un edificio escénico profundo de 12 a 15 m.
Albert Grenier propone una construcción del teatro en la segunda mitad del siglo I.
A partir del siglo III, el monumento fue objeto de la recuperación de sus piedras, en particular las de la fachada, que fueron completamente desmontadas, para construir la muralla del Bajo Imperio. Es posible que la iglesia de Saint-Pierre-au-Parvis utilizara materiales de las ruinas del teatro.

## Estudios y restos
En el siglo XVI se mencionaron «ruinas romanas» en la colina, interpretadas como una fortificación o como un templo. En el siglo XVII, la construcción del seminario mayor de Soissons en el emplazamiento del teatro sacó a la luz los primeros restos de un teatro identificado como tal a principios del siglo XIX. Desde los estudios realizados en la década de 1840 por Jules de La Prairie y los estudiantes del seminario mayor, no se ha llevado a cabo ninguna campaña de excavación importante. En la década de 2010, una campaña de prospección geofísica permitió establecer un plano más preciso del monumento y descubrir que antiguas bodegas reutilizaban las paredes de las gradas.
El edificio está clasificado como monumento histórico por la lista de 1875.Referencia n.º PA00115951 en la base Mérimée del Ministerio de Cultura de Francia.
No quedan restos del teatro en la superficie; su presencia está indicada por una colina en forma de media luna que materializa el derecho de paso de la cavea. Una asociación ofrece visitas guiadas al lugar.